# Noorda blitealis
Noorda blitealis là một loài bướm đêm trong họ Crambidae.